# Дыхание шторма
«Дыхание шторма» (англ. Last Breath; букв. «Последний вдох») — триллер режиссёра Алекса Паркинсона по сценарию Митчелла Лафортуна, Паркинсона и Дэвида Брукса. Главные роли в фильме исполнили Вуди Харрельсон, Симу Лю, Финн Коул, Клифф Кёртис и Джимон Хаунсу. Художественный ремейк одноимённого документального фильма 2019 года, который Паркинсон снял в соавторстве с Ричардом да Костой.
Премьера фильма в США состоялась 28 февраля 2025 года.

## Сюжет
Сюжет основан на реальных событиях. Дайвер вынужден противостоять бушующей стихии, чтобы спасти своего товарища по команде, оказавшегося в ловушке на глубине 100 метров в Северном море. Запаса кислорода у него всего на 10 минут, а помощь со стороны может прийти совсем нескоро.

## В ролях
- Вуди Харрельсон — Дункан Олкок
- Симу Лю — Дэвид Юас
- Финн Коул — Крис Лемонс
- Клифф Кёртис — капитан
- Джимон Хонсу
- Риз Кхан — Кирк
- Марк Боннар
- Мианна Бёринг — Ханна

## Производство
О начале работы над фильмом стало известно в мае 2022 года. Алекс Паркинсон стал режиссёром ремейка документального фильма 2019 года, главные роли получили Вуди Харрельсон, Симу Лю и Джимон Хонсу.
Основные съёмки начались на Мальте в мае 2023 года и должны продлится до июля, к актёрскому составу присоединился Финн Коул.
В мае 2024 года компания Focus Features приобрела права на дистрибуцию фильма на территории США, Франции, Скандинавии, Австралии, Новой Зеландии, Китая, Индонезии, Малайзии, Южной Кореи и Вьетнама.
Премьера фильма в США и Великобритании состоялась 28 февраля 2025 года. Премьера в РФ — 10 апреля 2025 года (Exponenta Film).

## Восприятие
На сайте-агрегаторе рецензий Rotten Tomatoes 80% из 124 отзывов критиков положительны, со средней оценкой 6,7 из 10. 
Критик издания «Коммерсантъ» Юлия Шагельман отметила: «Здесь, конечно, будут и моменты личного героизма, и внезапно найденные в последнюю минуту спасительные решения, и даже самое настоящее чудо. Но подаются они без пафоса и нарочитой „голливудщины“». Ричард Роупер из Chicago Sun-Times поставил фильму три звезды из четырёх и написал, что тот «сохраняет напряжение на протяжении всего повествования и оказывает сильное эмоциональное воздействие в финальных сценах».